# マドンナ (アダルトビデオ)
マドンナ（Madonna）は、日本のアダルトビデオメーカー。メーカーロゴはアルファベットの「M」を使用している（※「𝓜」フォントと同じデザイン）。

## 概要
北都傘下（アウトビジョン・グループ）の人妻・熟女専門メーカーとして2003年に設立された。もともとはCSアダルト局に撮り下ろされた作品の制作をしており、後述の4作品もこの経緯で制作された作品である。
初回リリース作は同年12月15日発売（資料によっては5日発売）の計4作品。
- 『男喰い熟女 ザーメン搾り』（楠真由美 / 友崎亜希 / 友田真希）
- 『特選ミセス 麗しの団地妻 1』（友崎亜希 / 真中優 / 山本さき）
- 『特選ミセス 麗しの団地妻 2』（相田あみ / 岸川ひろみ / 楠真由美）
- 『熟女おもらし恥態6連発 1』（相田あみ / 岸川ひろみ / 楠真由美 / 友崎亜希 / 真中優 / 山本さき）

『ドラマと熟女』をコンセプトに、女性のつやっぽさ、背徳感を押し出し、立ち上げ5年目で軌道に乗る。プロデューサー冨野の発案で、2010年には当時22歳の浜崎りおを起用し、「若妻」シリーズを開始。これがヒットしたことで20代女優の起用も増え、他の熟女、一般専属メーカーにも波及した。
熟女メーカーとしては後発であることも含め、FAプロのヘンリー塚本、ながえスタイルのながえに敬意を示しており、両監督や両レーベルに多く出る男優の小沢とおるの起用も多い。
バスト124cm（Nカップ）の城エレン、『恋のから騒ぎ』に出演していた沢田麗奈、銀座の高級クラブホステスであった向井莉奈など、熟女メーカーでありながら専属女優を抱えているのが特徴である。
2011年12月に「第1回新人美熟AV女優グランプリ」を開催し、全126名の応募者から青山葵が優勝した。
メインレーベルとなる「Madonna」（品番JUKD：2003年12月 - 2008年12月、品番JUC：2009年1月 - 2012年12月、品番JUX：2013年1月 - 2016年10月、品番JUY：2016年10月 - 2019年10月、品番JUL：2019年10月 - 2022年9月、品番JUQ：2022年6月 - 2024年12月、品番JUR：2024年12月 - ）のほか、40歳以上限定レーベル「Obasan」（品番OBA：2012年10月 - ）、成年コミックの実写化レーベル「熟れコミ」（品番URE：2012年12月 - ）、40代女優系レーベル「MONROE」（品番ROE：2021年7月 - ）、配信限定レーベル「MADOOOON!!!!」（品番MDON：2021年11月 - ）がある。「Fitch」レーベル（品番JUFD：2007年11月 - 2011年4月）は、2011年5月に独立メーカーとなった。
上記レーベルの多彩さもあり、AVライターの沢木毅彦は「熟女の総合デパート」と呼称している。
2023年11月20週FANZA通販フロアランキングでは、『世界一豪華な記念作！！ マドンナ20周年記念 湯煙舞う中出し無制限史上初ALL専属バスツアー！！前編 4時間OVER 2枚組！！』が初登場3位を記録。同作品はその後も安定してベスト10圏内を約1か月維持し、同年12月18日週FANZA通販フロアランキングでは、『世界一豪華な記念作！！マドンナ20周年記念 感動と絶頂のフィナーレ 湯煙舞う中出し無制限史上初ALL専属バスツアー！！後編 ～大競’宴’はまだまだ終わらない！！中出し無制限の大乱交！！～』が初登場4位を記録。
2024年8月発売『月刊FANZA』同年10月号で発表された、FANZA2024年上半期女優ランキングでは上位100位以内に23人、50位以内に20人の専属女優をランクインさせ大躍進を遂げた。同誌編集長の大木テングーは「数年前から小花のん、向井藍などの人気キカタン、栗山莉緒、庵ひめかなどの他社専属女優を積極的に専属にしてきた」「年齢層が下がり、熟女メーカーとしての色は幾分か薄まったが、それまで続けてきたドラマ制作力が売りになった」と業界トップクラスの40人超の専属女優を抱える戦略性を解説した。
2025年1月時点で毎月60作品以上をリリース、60名以上の専属女優を抱える。これはこの時点でのAVメーカーでも最多である。

## 専属女優
※「★」はマドンナでAVデビュー、「☆」はマドンナから別名義で再デビューした女優。

### 現在の専属女優
|   | 名前         | 生年月日               | マドンナデビュー | 備考                                                              |
| - | ------------ | ---------------------- | ---------------- | ----------------------------------------------------------------- |
|   | 友田真希     | 1972年8月20日（52歳）  | 2003年12月15日   | 2016年8月に6年振りに専属でAV復帰 2021年11月よりMONROEレーベル専属 |
| ★ | 大島優香     | 1978年11月30日（46歳） | 2015年2月25日    | 2020年9月で活動休止 2021年9月に限定で復帰、2022年4月より活動再開  |
| ★ | 一色桃子     | 1978年3月3日（47歳）   | 2016年12月25日   | 2021年7月よりMONROEレーベル専属                                   |
| ★ | 水戸かな     | 1984年11月1日（40歳）  | 2017年11月1日    |                                                                   |
|   | 北条麻妃     | 1976年12月21日（48歳） | 2009年7月7日     | 2019年4月より専属                                                 |
|   | 神宮寺ナオ   | 1997年2月15日（28歳）  | 2019年6月7日     | 2019年11月から本中、2020年5月からムーディーズとの2社専属          |
|   | 愛弓りょう   | 1982年10月27日（42歳） | 2019年7月25日    | 2021年5月以前は三浦歩美                                           |
| ★ | 木下凛々子   | 1985年10月4日（39歳）  | 2020年2月7日     |                                                                   |
|   | 白石茉莉奈   | 1986年8月10日（38歳）  | 2020年3月25日    | SODクリエイトから移籍                                             |
|   | 風間ゆみ     | 1978年2月18日（47歳）  | 2005年9月25日    | 2021年3月より2回目の専属                                          |
|   | 水野優香     | 1977年??月??日         | 2020年9月25日    | 2021年11月より2回目の専属（MONROEレーベル）                       |
| ★ | 一乃あおい   | 1989年9月16日（35歳）  | 2022年3月22日    |                                                                   |
| ★ | 上羽絢       | 1988年11月25日（36歳） | 2022年5月10日    |                                                                   |
| ★ | 藤かんな     | 1989年10月8日（35歳）  | 2022年7月12日    |                                                                   |
| ★ | 流川はる香   | 1992年4月8日（33歳）   | 2022年8月23日    |                                                                   |
|   | 椎名ゆな     | 1986年11月18日（38歳） | 2023年3月14日    | 10年振りに専属でAV復帰                                            |
|   | 瀬尾礼子     | 1971年3月31日（54歳）  | 2023年7月11日    |                                                                   |
| ★ | 沖宮那美     | 1990年6月8日（35歳）   | 2023年7月25日    |                                                                   |
| ★ | 松本翔子     | ????年??月??日         | 2023年8月8日     |                                                                   |
|   | 竹内有紀     | 1995年2月12日（30歳）  | 2003年9月26日    | プレミアムから移籍                                                |
| ★ | 木村玲衣     | 1993年12月27日（31歳） | 2023年9月26日    |                                                                   |
|   | 小花のん     | 2001年6月28日（23歳）  | 2022年3月8日     | 2023年12月より専属                                                |
|   | 藤森里穂     | 1996年12月3日（28歳）  | 2020年12月25日   | 2025年1月より専属                                                 |
|   | 推川ゆうり   | 1990年6月13日（35歳）  | 2024年2月27日    |                                                                   |
|   | 市来まひろ   | 1994年7月20日（30歳）  | 2020年12月7日    | 2024年3月より専属                                                 |
|   | 日下部加奈   | 1995年7月11日（29歳）  | 2022年9月13日    | 2024年3月より2回目の専属                                          |
| ★ | 小野りんか   | ????年??月??日         | 2024年4月9日     |                                                                   |
|   | 庵ひめか     | 2002年3月7日（23歳）   | 2024年4月9日     | アイデアポケットから移籍                                          |
|   | 大石紗季     | 1978年7月20日（46歳）  | 2020年4月23日    | MONROEレーベル                                                    |
| ☆ | 吉永塔子     | ????年??月??日         | 2024年6月11日    | 旧名:並木塔子、MONROEレーベル                                     |
|   | 加藤あやの   | 1983年9月29日（41歳）  | 2024年8月27日    |                                                                   |
|   | 橘メアリー   | 1993年7月7日（31歳）   | 2024年9月10日    | ダスッ!との2社専属                                                |
|   | 岡江凛       | 1985年2月8日（40歳）   | 2020年3月25日    | 2024年9月に2回目の専属でAV復帰、MONROEレーベル                    |
|   | 通野未帆     | 1991年1月21日（34歳）  | 2016年8月7日     | 2024年9月より専属                                                 |
| ★ | 瑶真由香     | 1989年11月11日（35歳） | 2024年9月24日    |                                                                   |
| ★ | 高梨真緒     | ????年??月??日         | 2024年10月8日    |                                                                   |
|   | めぐり       | 1989年5月4日（36歳）   | 2017年5月7日     | 2024年10月に専属で4年振りにAV復帰                                 |
|   | 小谷舞花     | 1991年12月23日（33歳） | 2024年11月12日   | SODクリエイトから移籍                                             |
|   | 古東まりこ   | ????年??月??日         | 2024年11月26日   |                                                                   |
|   | 小島みなみ   | 1992年12月14日（32歳） | 2024年12月24日   | エスワンから移籍                                                  |
| ★ | 篠原いよ     | ????年??月??日         | 2024年12月24日   |                                                                   |
| ★ | 葉月保奈美   | ????年??月??日         | 2025年1月14日    |                                                                   |
|   | 二羽紗愛     | 1999年8月2日（25歳）   | 2025年1月28日    | ムーディーズから移籍                                              |
|   | 美ノ嶋めぐり | 2001年12月8日（23歳）  | 2025年1月28日    | プレステージから移籍                                              |
|   | 宮下華奈     | 1990年11月10日（34歳） | 2016年8月7日     | 2025年2月に専属で5年振りにAV復帰                                  |
|   | 桐岡さつき   | 1969年2月16日（56歳）  | 2010年7月25日    | 2025年2月にMONROEレーベル専属で10年振りにAV復帰                   |
| ★ | 新妻ゆうか   | 1993年12月3日（31歳）  | 2025年3月11日    |                                                                   |
| ★ | 紗弥佳       | ????年??月??日         | 2025年3月11日    |                                                                   |
|   | 星宮一花     | 1998年6月28日（26歳）  | 2025年3月11日    | プレミアムから移籍                                                |
| ★ | 盛永いろは   | 1990年5月24日（35歳）  | 2025年3月25日    |                                                                   |
| ★ | 吉瀬葵       | ????年??月??日         | 2025年3月25日    | MONROEレーベル                                                    |
| ★ | 岬ひかり     | ????年??月??日         | 2025年4月8日     |                                                                   |
| ★ | 城ヶ崎百瀬   | ????年??月??日         | 2025年4月22日    |                                                                   |
| ★ | 星冬香       | ????年??月??日         | 2025年5月13日    |                                                                   |
|   | 愛田るか     | 1971年12月13日（53歳） | 2006年9月25日    | 2025年5月にMONROEレーベル専属で15年振りにAV復帰                   |
| ★ | 桜りょうか   | ????年??月??日         | 2025年6月10日    | ACHIJOレーベル                                                    |
| ★ | 京香栞       | ????年??月??日         | 2025年6月24日    |                                                                   |
| ★ | ももの真利奈 | ????年??月??日         | 2025年7月8日     |                                                                   |
| ★ | 片平友理     | ????年??月??日         | 2025年7月8日     | MONROEレーベル                                                    |
|   | 相河沙季     | 1981年4月28日（44歳）  | 2025年7月8日     | MONROEレーベル                                                    |

## 主なシリーズ
- 最高の筆おろし!
- 夫の上司に犯され続けて7日目、私は理性を失った…
- 出張先のビジネスホテルでずっと憧れていた女上司とまさかまさかの相部屋宿泊
- 夫と子作りSEXをした後はいつも義父に中出しされ続けています…
- 抱かれたくない男に死にたくなるほどイカされて…
- 永遠に終わらない、中出し輪姦の日々
- 妻には口が裂けても言えません、義母さんを孕ませてしまったなんて…
- 地元へ帰省した三日間
- 立場逆転 汗だく逆種付けプレス
- あの男の醜い精液を私は朝昼晩と飲まされ続けています―。精飲
- 母の友人
- 人妻秘書、汗と接吻に満ちた社長室中出し性交
- 母をイジメっ子の同級生にNTRれたいじめられっ子の僕
- 四六時中、娘婿のデカチ○ポが欲しくて堪らない義母の誘い
- 真面目でお堅い友達の母
- 猛暑で理性が狂った母子の、汗だく中出し帰省相姦
- 密着セックス
- 転職先の女上司に勤務中ずっと弄ばれ続けている新人の僕
- 僕が隣の痴女奥さんに様々な方法で射精管理され続けた一週間
- 人妻○○痴漢電車
- 初撮り本物人妻
- 義父に犯されて…
- 団地妻
- 友達の母
- 美熟女ソープ壷姫御殿
- 僕のおばさん
- 母さんとしたい！
- となりの奥さん
- 四十路の性
- 五十路の性
- ヌードモデルNTR[11]

## 監督
- 豆沢豆太郎
- 三島六三郎
- 河合穣治
- ビバ☆ゴンゾ
- きとるね川口
- 朝霧浄
- 真咲南朋
- さもあり
- U吉
- ジャケン小玉
- ながえ
- 富丈太郎
- 古賀丈士
- 小山雅継
- 昇天シロー
- 金田一小五郎
- イナバール
- ひむろっく
- ジーニアス膝
- 木村浩之
- 加州夏
- 芳賀栄太郎